# Bematistes eumelis
Bematistes eumelis är en fjärilsart som beskrevs av Jordan 1910. Bematistes eumelis ingår i släktet Bematistes och familjen praktfjärilar. Inga underarter finns listade i Catalogue of Life.